# SN 2007sf
SN 2007sf – supernowa typu Ia odkryta 12 listopada 2007 roku w galaktyce A224859+0112. W momencie odkrycia miała maksymalną jasność 22,30m.